# Hanni Reinwald
Hanni Reinwald (24 de agosto de 1903 - 1978) fue una actriz cinematográfica alemana.

## Biografía
Nacida en Stuttgart, Alemania, era hermana de los también actores Grete Reinwald y Otto Reinwald. Hija de Otto Reinwald, junto a su hermana Grete Reinwald, fue modelo infantil en tarjetas postales de la época.  Ya en los escenarios siendo una niña pequeña, fue descubierta para el cine a los nueve años de edad, siendo una importante actriz infantil del cine alemán previo a la Primera Guerra Mundial. Durante la contienda, estuvo en Dinamarca, donde actuó en la película Proletardrengen (1916).
Finalizada la guerra volvió al cine alemán, donde trabajó principalmente como actriz de reparto. Su último papel llegó en la película de 1929 Rosen blühen auf dem Heidegrab, tras lo cual se retiró a la vida privada.
Hanni Reinwald falleció en Múnich, Alemania, en 1978. 

## Filmografía (selección)
- 1913 : Der Film von der Königin Luise
- 1913 : Der Feind im Land
- 1913 : Bismarck
- 1913 : Ein Sommernachtstraum in unserer Zeit
- 1914 : Ein Kindesherz
- 1916 : Proletardrengen
- 1919 : Die Rache ist mein
- 1920 : Mascotte
- 1921 : Verrat auf Schloß Treuenfels
- 1921 : Der Silberkönig (4 Teile)
- 1921 : Der Bagnosträfling
- 1922 : Gaukler der Straße
- 1924 : Der Sturz ins Glück
- 1925 : Frauen, die man oft nicht grüßt
- 1926 : Heiratsannoncen
- 1926 : Der Hauptmann von Köpenick
- 1926 : Das süße Mädel
- 1927 : Einer gegen alle
- 1927 : Sünde am Weibe
- 1927 : Das rosa Pantöffelchen
- 1927 : Die Welt ohne Waffen
- 1928 : Die Heilige und ihr Narr
- 1929 : Verirrte Jugend
- 1929 : Rosen blühen auf dem Heidegrab